# Лічильна машина

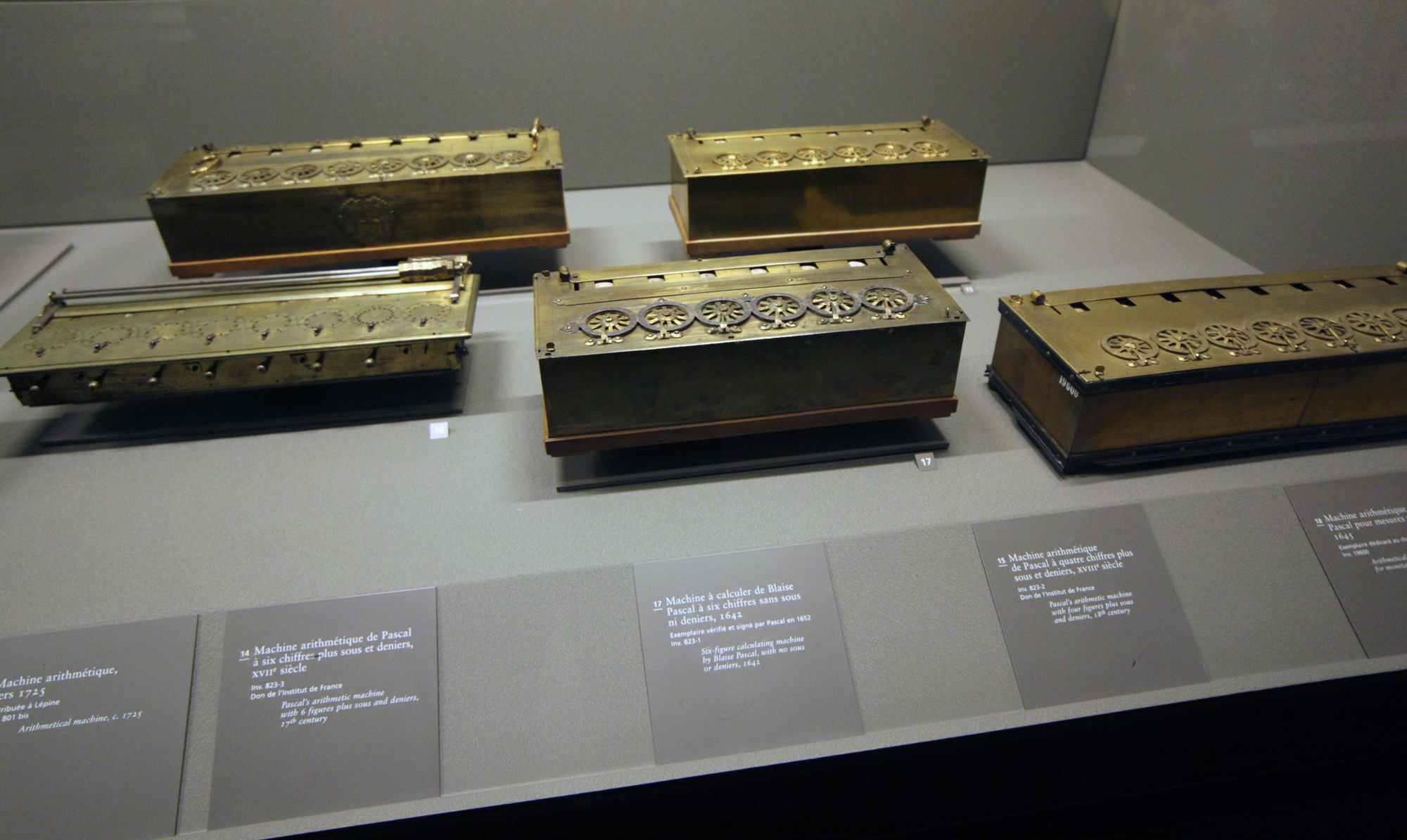
17 сторіччя, лічильна машина Паскаля

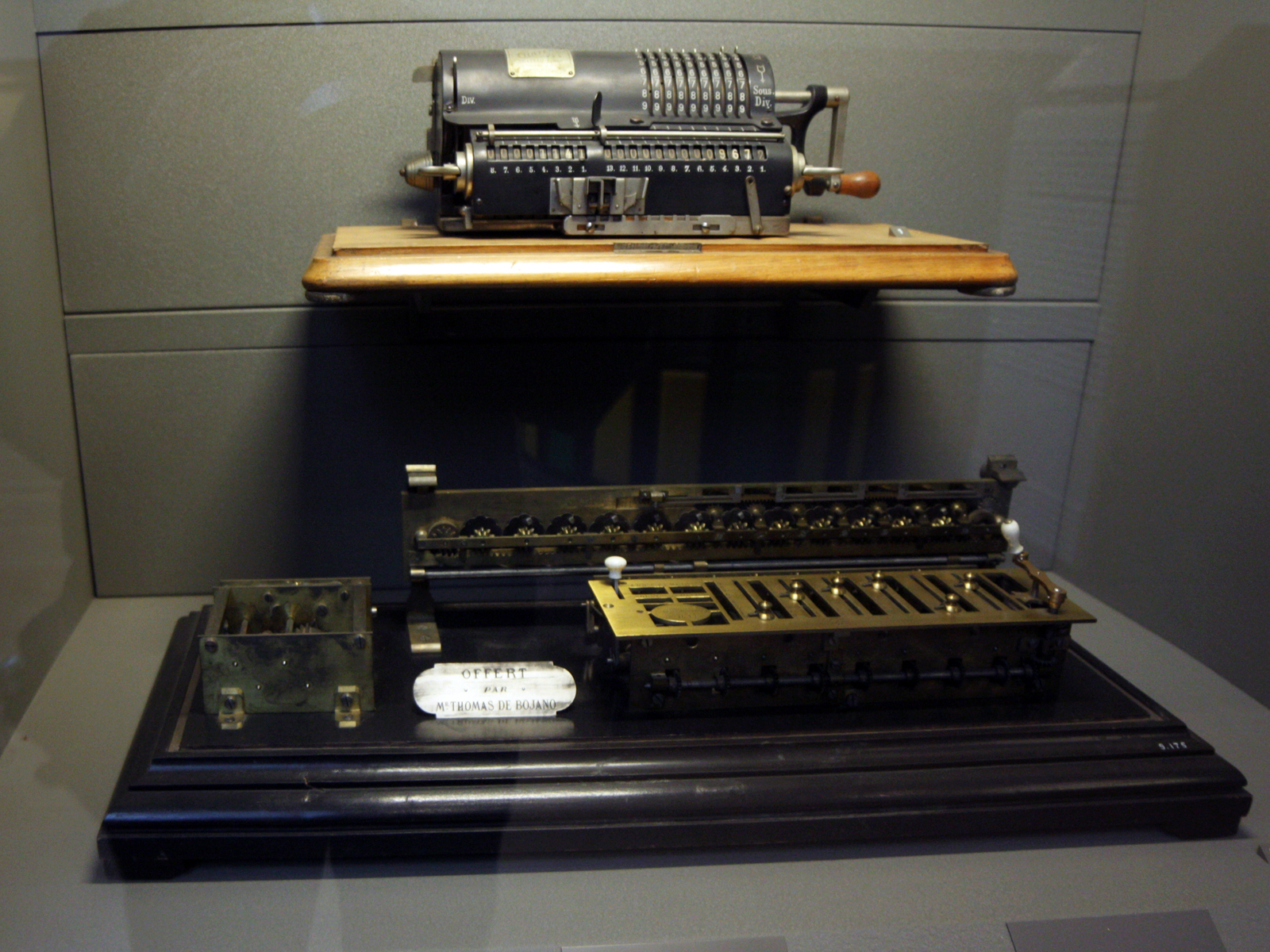
лічильни машини 19 і початку 20 століть, Музей мистецтв і ремесел (Париж)

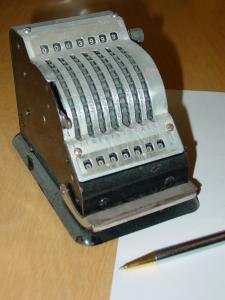
Лічильна машина «Resulta BS 7».

Лічильна машина — механізм, електромеханічний або електронний пристрій, призначений для автоматичного виконання математичних операцій.
Останнім часом це поняття пов’язують із різновидами комп’ютерних систем. Тим не менш, лічильні механізми з’явились задовго до того, як запрацював перший комп’ютер.

## Історія
Ще 1623 року німець Вільгельм Шиккард (нім. Wilhelm Schickard) створив так званий «Лічильний годинник», який сьогодні прийнято вважати першим калькулятором. В листах Йоганну Кеплеру Шиккард пояснював, як можна використовувати його машину для розрахунку астрономічних таблиць. Машина Шиккарда вміла додавати та віднімати шестизначні числа, сповіщаючи дзвоником при переповненні. 
Дослідження збережених нотаток показує, що машина могла заклинити після кількох записів на одному циферблаті. Стаття стверджує, що машина могла заклинити, якщо перенесення довелося б поширити на кілька цифр (наприклад, додавання 1 до 999), але подальше дослідження та робочі репліки спростовують це твердження. Складніші обчислення виконувались за допомогою набору паличок Непера, встановленого на корпусі механізму. Оригінал машини був втрачений під час пожежі ще до початку 20 століття. У 1960 на основі креслень, що збереглися, було створено копію цього пристрою, яка підтвердила його працездатність
У 1642 машину, яка допомагала в додаванні, винайшов французький вчений Блез Паскаль - залучений до роботи свого батька як збирача податків у Руані, Паскаль розробив її, щоб допомогти батьку з великою кількістю виснажливих арифметичних обчислень . 
«Паскаліна», як назвав свою конструкцію винахідник, була механічним пристроєм у вигляді ящика, наповненого чисельними шестірнями. Додавані числа вводились в машину за рахунок відповідного повороту набірних коліщаток. На кожному з цих коліщаток, відповідальному за один десятковий розряд, були нанесені поділки з цифрами від 0 до 9. При вводі числа коліщатко провертались до відповідної цифри. По завершені повного оберту надлишок над цифрою 9 переносився на наступний розряд (сусіднє колесо зсувалось на 1 позицію) і так далі. «Машина Паскаля» дозволяла виконувати не лише додавання, але й інші операції, однак при цьому вимагала виконання досить незручної процедури повторних додавань.
У 1673 інший відомий вчений — Ґотфрід Вільгельм Лейбніц виготовив механічний калькулятор, що дозволяв легко виконувати віднімання, множення і ділення.
Лейбніц побудував два «Ступінчасті лічильники», один у 1694 році та один у 1706 році.  Колесо Лейбніца використовувалося в багатьох обчислювальних машинах протягом 200 років, а також у 1970-х роках з ручним калькулятором Curta, аж до появи електронного калькулятора в середині 1970-х років. Лейбніц також був першим, хто пропагував ідею калькулятора з вертушкою/важілем.
1723 — німецький математик і астроном Хрістіан Людвиг Герстен на основі робот Лейбниця створив арифметичну машину. Машина обчислювала частку і добуток (за рахунок послідовно виконуваних операцій додавання). Окрім того, в ній була передбачена можливість контролю за правильністю введення даних.
У 1820 француз Тома де Кальмар розпочав промисловий випуск арифмометрів.
Розроблена в 1823 різницева машина Чарлза Беббіджа призначалась для розрахунків математичних таблиць.
Вивчання робіт Беббіджа та його поради допомогли шведському винахіднику Перу Георгу Шойцу (швед. Georg Scheutz), починаючи з 1854, створити декілька різницевих машин, а в 1859 навіть продати одну з них канцелярії англійського уряду.
Ще одна «Різницева машина», створена невдовзі Мартіном Вибергом (швед. Martin Wiberg), також була в своїй основі покращеною версією машини Чарльза Беббіджа та використовувалась для розрахунку і публікації друкованих логарифмічних таблиць.
У 1890 американець Герман Голлеріт розробив електричну систему для зведення таблиць, яка використовувалась при переписі населення США у 1890 та 1900 роках.
У 1938 німецький інженер Конрад Цузе на квартирі батьків побудував свою першу машину, названу Z1. Це була пробна модель повністю механічної цифрової лічильної машини. В цьому ж році Цузе приступив до створення Z2. А в 1941 Цузе створив першу лічильну машину, що мала всі властивості сучасного комп’ютера Z3.